# Опарино (станция)
Опа́рино — железнодорожная станция Кировского региона Горьковской железной дороги, расположенная в одноимённом посёлке Опаринского района Кировской области. Станция расположена на участке Киров — Котлас. Открыта для пассажирских и грузовых перевозок, обслуживает пассажирские поезда, следующие до Воркуты, Котласа, Кирова, Нижнего Новгорода, Адлера, а также пригородные поезда до Кирова и Пинюга. Расстояние от Перми — 624 км.

## История
Станция введена в строй в 1899 году в составе вновь построенной Пермь-Котласской железной дороги.
В 1899 году через станцию дважды в неделю следовал товарно-пассажирский поезд № 5 Пермь — Котлас, время в пути от Вятки до Опарино десять с половиной часов, стоянка 25 минут, дважды в неделю товарно-пассажирский поезд № 6 Котлас — Пермь, время в пути от Котласа до Опарино 14 часов 35 минут, а также товарные поезда № 10 Котлас — Заимки, № 11 Заимки — Котлас и № 31 Заимки — Котлас. На станции имелся малый буфет.
- С 1900 по 1930 в составе Пермской железной дороги.
- С 1930 по 1942 в составе Северной железной дороги.
- С 1942 в составе Печорской железной дороги (до 1947 называлась Северо-Печорская железная дорога).

## Дальнее сообщение
| Круглогодичное обращение поездов | Круглогодичное обращение поездов | Круглогодичное обращение поездов | Круглогодичное обращение поездов |
| № поезда                         | Маршрут движения                 | № поезда                         | Маршрут движения                 |
| -------------------------------- | -------------------------------- | -------------------------------- | -------------------------------- |
| 89                               | Воркута — Нижний Новгород        | 90                               | Нижний Новгород — Воркута        |
| 309                              | Воркута — Адлер                  | 310                              | Адлер — Воркута                  |
| 311                              | Воркута — Новороссийск           | 312                              | Новороссийск — Воркута           |

| Сезонное обращение поездов | Сезонное обращение поездов | Сезонное обращение поездов | Сезонное обращение поездов |
| № поезда                   | Маршрут движения           | № поезда                   | Маршрут движения           |
| -------------------------- | -------------------------- | -------------------------- | -------------------------- |

| Пригородное сообщение | Пригородное сообщение | Пригородное сообщение | Пригородное сообщение |
| № поезда              | Маршрут движения      | № поезда              | Маршрут движения      |
| --------------------- | --------------------- | --------------------- | --------------------- |
| 6631/6621             | Луза — Киров          | 6626/6636             | Киров — Луза          |